# Glyceraldehyde
Glyceraldehyde is de algemeen gebruike triviale naam voor 2,3-dihydroxypropanal. In watervrije toestand is glyceraldehyde een witte vaste stof met een zoete smaak.
De verbinding is, samen met het isomere dihydroxyaceton, het eenvoudigst denkbare koolhydraat met de brutoformule C3H6O3 en wordt vanwege de drie koolstofatomen in de moleculestructuur een triose (koolhydraat met drie koolstofatomen) genoemd. Glyceraldehyde heeft een asymmetrisch koolstofatoom en derhalve zijn er twee enantiomeren van de verbinding, die aangeduid worden met D- en L-glyceraldehyde. Dit in tegenstelling tot het isomere 1,3-dihydroxyaceton, dat geen optische actieve vormen heeft. De stof is belangrijk voor de stofwisseling in het lichaam.

## Historie
Vanuit de wetenschapshistorie gezien is glyceraldehyde een interessante verbinding. Voordat het mogelijk was de absolute configuratie van verbindingen te bepalen met behulp van röntgendiffractie, werd de arbitraire keuze gemaakt dat optisch actief glyceraldehyde, dat het vlak van gepolariseerd licht positief draaide, de D-configuratie heeft. Deze D-toewijzing heeft niets te maken met de richting van de rotatie, maar met de relatieve configuratie van de substituenten ten opzichte van het asymmetrische koolstofatoom. Het andere isomeer werd L-glyceraldehyde genoemd. Vermits glyceraldehyde het eenvoudigste van alle koolhydraten, of ook wel suikers is, werden alle relatieve configuraties van dit type verbindingen afgeleid van de toegewezen configuratie aan het glyceraldehyde. Met de door Bijvoet ontwikkelde methode in 1951 werd duidelijk dat de gok goed was uitgevallen en de relatieve configuratie inderdaad de absolute configuratie is. Tegenwoordig wordt de absolute configuratie van verbindingen meestal met de Cahn-Ingold-Prelog-regels bepaald, maar voor suikers en aminozuren is het door Fischer ingevoerde D – L systeem nog veel in gebruik.

## Synthese
Racemisch glyceraldehyde kan gemaakt worden door oxidatie van acroleïne met waterstofperoxide.